# 벨 UH-1Y 베놈
벨 UH-1Y 베놈은 미국 벨사가 개발한 UH-1 시리즈의 최신형 헬기이다. UH-1이 휴이라고 불렸기 때문에, 슈퍼 휴이, 양키 휴이라고도 부른다.

## 역사
1996년 미국 해병대는 "H-1 업그레이드 계획"을 세웠다. 벨 헬리콥터사와 계약해 UH-1N 100대를 UH-1Y로 교체하고, AH-1W 공격헬기 180대를 AH-1Z로 교체하기로 했다. UH-1Y 수송헬기와 AH-1Z 공격헬기는 엔진, 로터 시스템, 항법장비, 소프트웨어, 디스플레이 등 84% 이상의 부품을 같이 사용한다. 가격도 대당 300억원으로 같다.

## 디자인
UH-1N과 비교해서, UH-1Y는 화물탑재량이 125% 증가했고, 항속거리 50% 증가했다. 진동을 줄였으며, 순항속도를 높였다.

## 실전기록
UH-1Y와 AH-1Z는 2006년초에 개발 테스트를 완료했다. 2006년 1/4분기 동안 UH-1Y은 실전 테스트(OPEVAL)를 시작했다. 2008년 2월 UH-1Y와 AH-1Z는 두번째이자 마지막 실전 테스트를 시작했다.
2008년 8월 8일 미국 해병대는 UH-1Y가 실전사용에 적합하다는 인증서를 발급했다. 2009년 1월 최초로 13 해병 원정대에 실전배치되었다. UH-1N은 2014년 8월 퇴역했으며, UH-1Y가 미국 해병대의 표준 유틸리티 헬기가 되었다.

## 제원(UH-1Y)
정보의 출처: Bell UH-1Y guide, International Directory of Civil Aircraft
일반 특성
- 승무원: 2명 조종사
- 용량: 6,660 lb (3,020 kg), 승객용 좌석 10개와 화물용 배스킷 6개 포함[3]
- 길이: 58 ft 4 in (17.78 m)
- 로터직경: 48 ft 10 in (14.88 m)
- 높이: 14 ft 7 in (4.5 m)
- 원판면적: 1,808 ft² (168.0 m²)
- 공허중량: 11,840 lb (5,370 kg)
- 유효탑재량: 6,660 lb (3,020 kg)
- 최대이륙중량: 18,500 lb (8,390 kg)
- 엔진: 2× General Electric T700-GE-401C turboshaft, 1,828 마력 for 2.5 min; 1,546 shp continuous (1,360 kW for 2.5 min; 1,150 kW continuous)  각각

성능
- 초과금지속도: 198 kn (227 mph, 366 km/h)
- 최대속도: 164 knots (189 mph, 304 km/h) for 30 minutes
- 순항속도: 158 kt, 182 mph, 293 km/h (long range cruise (LRC): 135 kn, 155 mph, 250 km/h)
- 전투행동반경: 130 nmi (150 mi, 241 km) with 2,182 lb, 990 kg payload
- 상승한도: 20,000+ ft (6,100+ m)
- 상승률: 2,520 ft/min (12.8 m/s)

무장
- 2개의 외부 스테이션

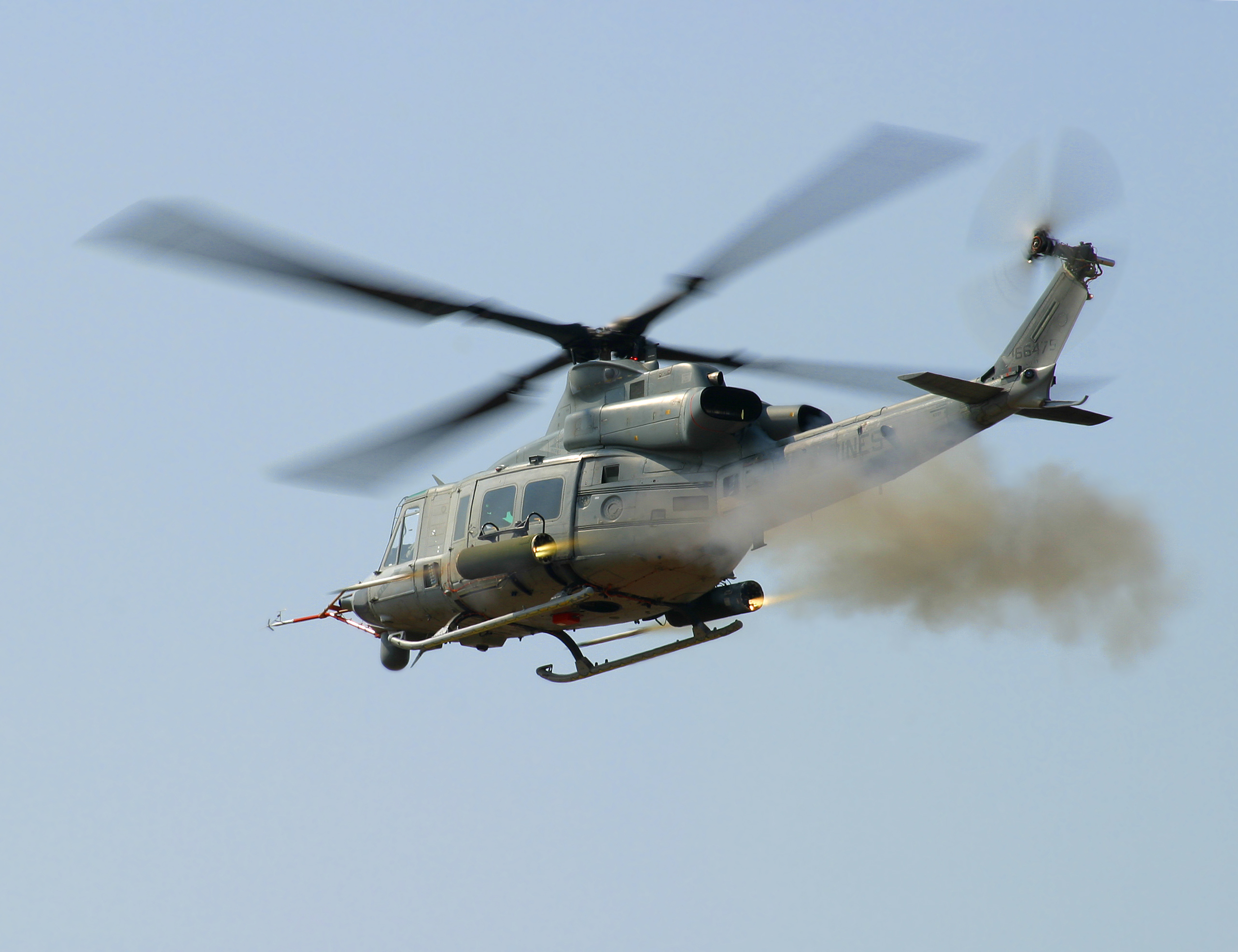
로켓을 발사중인 UH-1Y

  - 70 mm (2.75 in) 히드라 70 로켓포
  - 70 mm (2.75 in) APKWS II 미사일[4]
- 2개의 핀틀 마운트
  - 7.62×51 mm M240D 기관포
  - .50 in (12.7 mm) GAU-16/A 기관포
  - 7.62×51 mm NATO GAU-17/A 개틀링포

## 같이 보기
- 미국 해병 항공대
- 벨 212
- 벨 412
- 벨 AH-1Z 바이퍼